# 충청북도교육정보원
충청북도교육정보원(忠淸北道敎育情報院)은 지방교육자치에 관한 법률 제32조에 따라 교원의 정보화 연수, 교육정보 자료의 개발과 활용 지원, 이러닝 지원 체제의 구축·운영 및 행정 정보 전산화의 진흥을 위하여 충청북도교육청 산하에 설치된 소속기관이다.